# 観世音寺

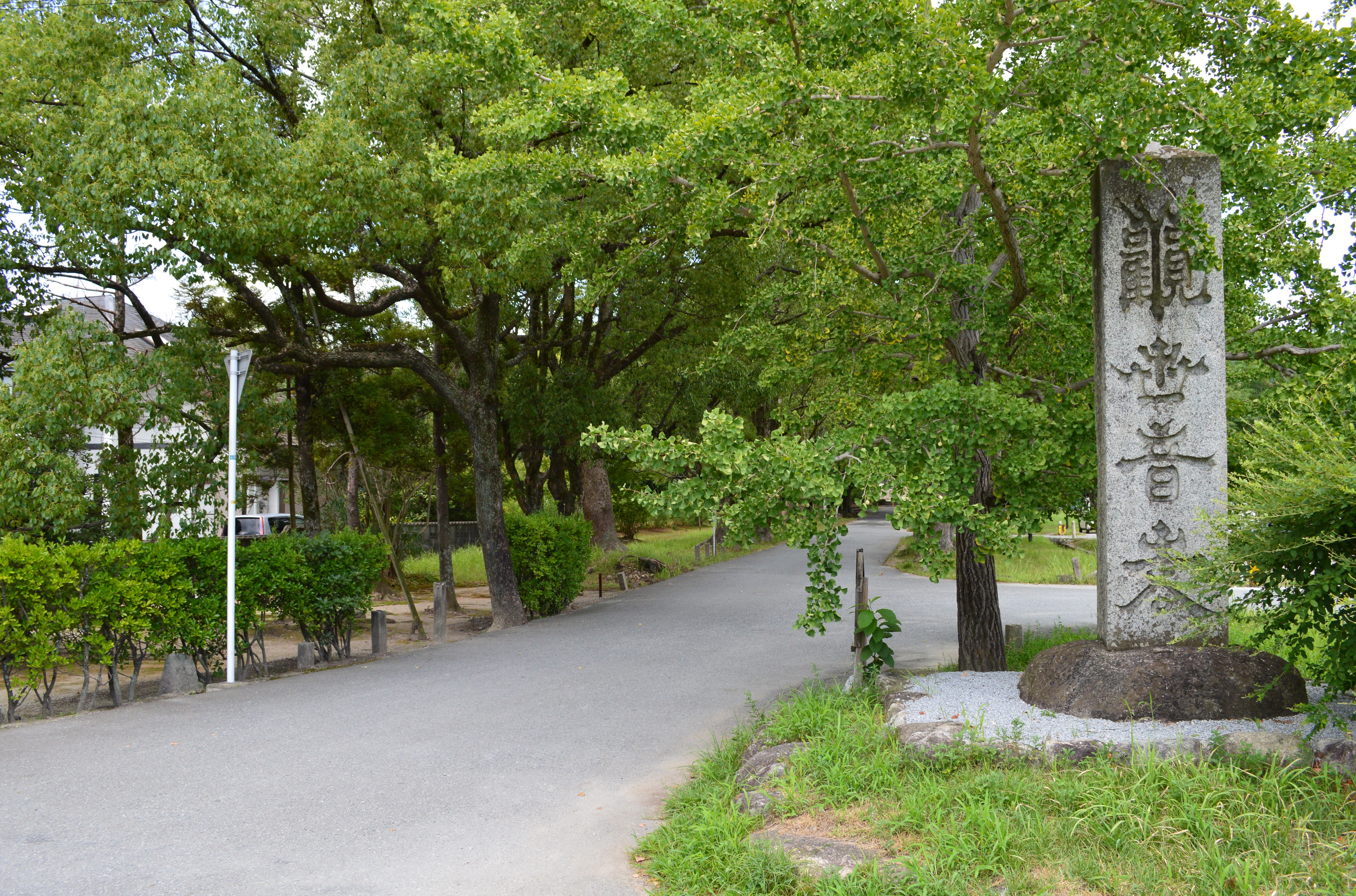
境内入口

観世音寺（かんぜおんじ）は、福岡県太宰府市観世音寺五丁目にある天台宗の寺院。山号は清水山。本尊は聖観音（しょうかんのん）。開基は天智天皇である。九州西国三十三箇所第三十三番札所。
九州を代表する古寺であり、造営開始は7世紀後半にさかのぼる。平安時代以降は徐々に衰退したが、仏像をはじめとする文化財を豊富に有する。また761年に寺域の西南角に授戒の場として設置された戒壇院は西戒壇とも筑紫戒壇とも呼ばれたもので、奈良の東大寺・栃木の下野薬師寺とともに「天下三戒壇」の1つに数えられた。ただし、現在の戒壇院は観世音寺とは別法人であり、宗派も観世音寺とは異にする臨済宗で開基は天平宝字7年（763年）に没した鑑真である。

## 歴史
「府の大寺」と呼ばれ西海道の頂点に立ち、九州随一の仏像彫刻の宝庫である観世音寺ではあるが、その縁起は伝わっておらず、関連文書として最も古いものは延喜5年（905年）に成立した伽藍配置などを含む「観世音寺資財帳」（東京藝術大学所蔵、国宝）である。
創建についての文献上の資料としては、まず『続日本紀』の記述により、観世音寺は天智天皇が母斉明天皇の追善のために発願したものである。斉明天皇は661年に没していることから、それから余り間を置かずに造営が始められたと推定され、実際公文書ではないが『二中歴』には観世音寺の造営が白鳳年間（大宝以前に九州を中心に使われた年号で661年 - 683年を指す）に開始されたと解釈できる記事が見える。その一方で『続日本紀』の和銅2年（709年）の記事によると、この時点で造営はまだ完了しておらず、完了したのは発願から約80年も経った天平18年（746年）のことである。しかし同じ『続日本紀』の大宝元年（701年）の記事に5年で寺封を止めるとの記載があることから、7世紀末ころには寺としての活動が可能となっていたと推測される。
創建についての物的な資料としては、まず観世音寺境内から出土した瓦のうち、創建時の瓦とされるものは、老司 I式と称され、飛鳥の川原寺や藤原京の瓦の系統を引く、複弁八弁蓮華文の軒丸瓦と偏行唐草文の軒平瓦の組み合わせからなるものである。この老司 I式瓦は現在の福岡市南区老司にあった瓦窯で焼造されたもので、7世紀にさかのぼる。また観世音寺に現存し国宝に指定された梵鐘の正確な鋳造年次は不明ながら、福岡市に隣接する糟屋郡で制作され「戊戌年」（698年）の銘がある京都・妙心寺の梵鐘と同一のサイズ、形式をもつため、これらは同一の木型によって鋳造された兄弟鐘であると推定され、やはり7世紀末にはある程度の寺観が梵鐘を含めて整っていたと推測される。
創建時の寺観については、現在残る建物はすべて近世の再建であって創建時の面影を留めてはいない。発掘調査によれば、講堂の北には東西33間の長い僧坊があり、南の中門から東西に出る二つの回廊が北部中央の講堂の東西に繋がる。中門、講堂と二つの回廊で囲まれた四角形の領域の内側には東面した金堂が西側に、そして塔が東側に建つ。またその調査結果にほぼ一致する観世音寺絵図によれば回廊の内側に立っていた塔は五重塔である。
戒壇院については、天平勝宝6年（754年）の東大寺での大授戒に先立つ天平勝宝5年（753年）に中国から鹿児島への渡航に成功した鑑真が太宰府に滞在し、同年に日本初の授戒を観世音寺で行った。そして天平宝字5年（761年）には、聖武上皇勅願によって観世音寺境内の南西の一角に戒壇院が設けられた。
平安時代以降の観世音寺は、たび重なる火災や風害によって、創建当時の堂宇や仏像をことごとく失った。康平7年（1064年）には火災で講堂、塔などを焼失。現存する当寺の仏像は、大部分がこの火災以後の復興像である。康和4年（1102年）には大風で金堂、南大門などが倒壊している。金堂はその後復旧したが、康治2年（1143年）の火災で再度焼失している。寛永7年（1630年）の暴風雨で、当時唯一残っていた金堂が倒壊し、観世音寺は廃寺同然の状況に追い込まれた。翌寛永8年（1631年）に金堂が、元禄元年（1688年）には講堂（本堂）が藩主黒田家や博多の豪商である天王寺屋浦了夢らによって復興されたが、創建時の姿には遠く及ばない。
平安時代後期以来、東大寺の末寺であったが、明治時代以降は天台宗の寺院となっている。
1913年（大正2年）から同4年にかけて、傷みの激しかった諸仏の修理が行われた。
1959年（昭和34年）には鉄筋コンクリートの宝蔵が完成。これは、寺院の文化財収蔵庫としては早い時期につくられたものである。宝蔵には像高5メートル前後の巨像3体（馬頭観音、不空羂索観音、十一面観音）をはじめ、金堂、本堂（講堂）に安置されていた諸仏が収蔵・公開されている。

## 文学の中で
大宰府都城の中心部付近にあった南館に居していた菅原道真が、漢詩『不出門』（七言律詩）の中で「都府楼は纔かに瓦の色を看る 観音寺はただ鐘声を聴く」と詠んでおり、都府楼とは大宰府都城の北辺にあった大宰府政庁の建物（堂宇あるいは門）を意味し、「観音寺」は観世音寺の省略形と解される。
また紫式部が著した『源氏物語』玉蔓の巻に「清水の御寺の観世音寺」との記述があり、太宰府の（清水山）観世音寺のことだとする説がある。

## 伽藍

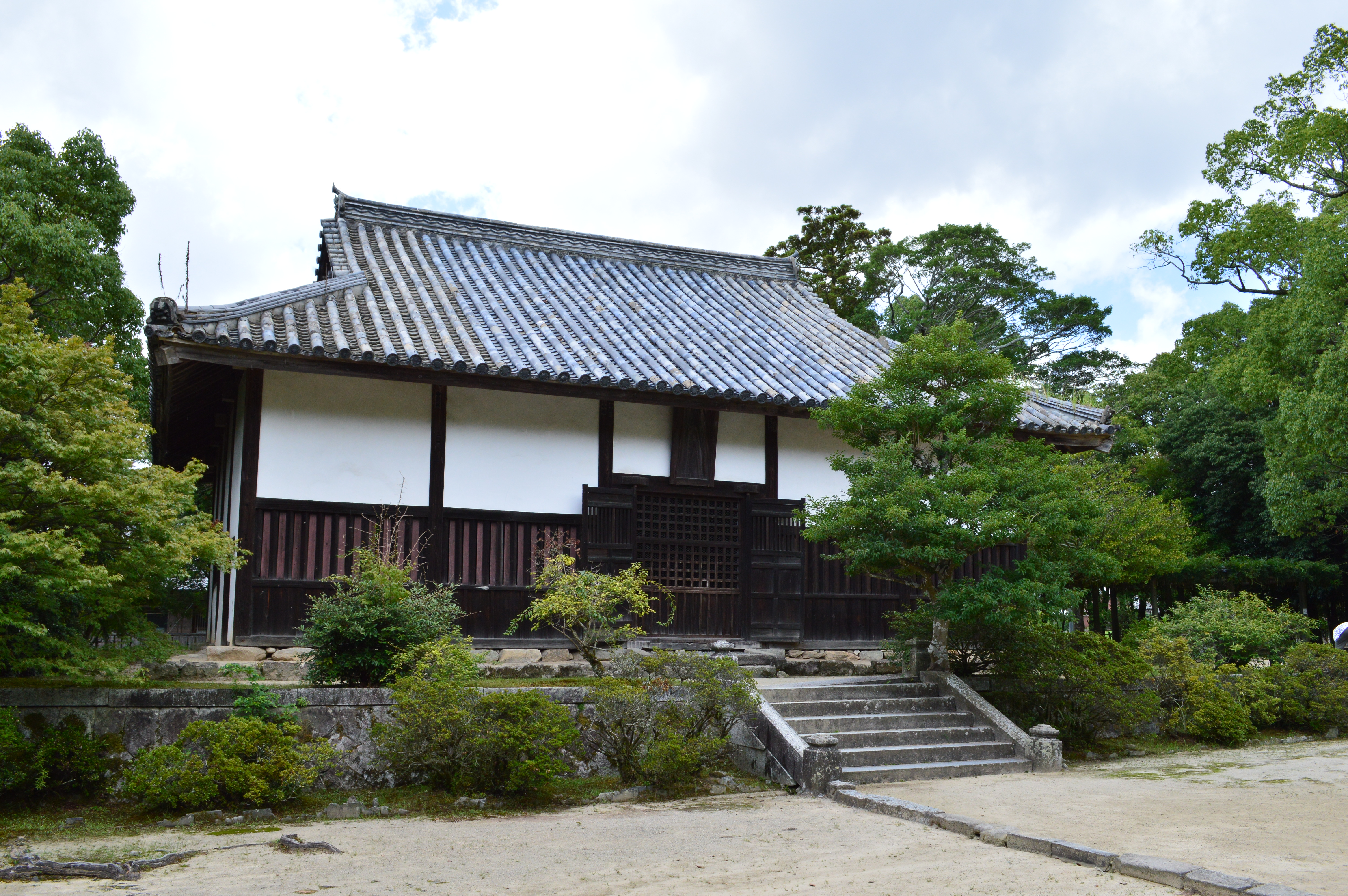
金堂

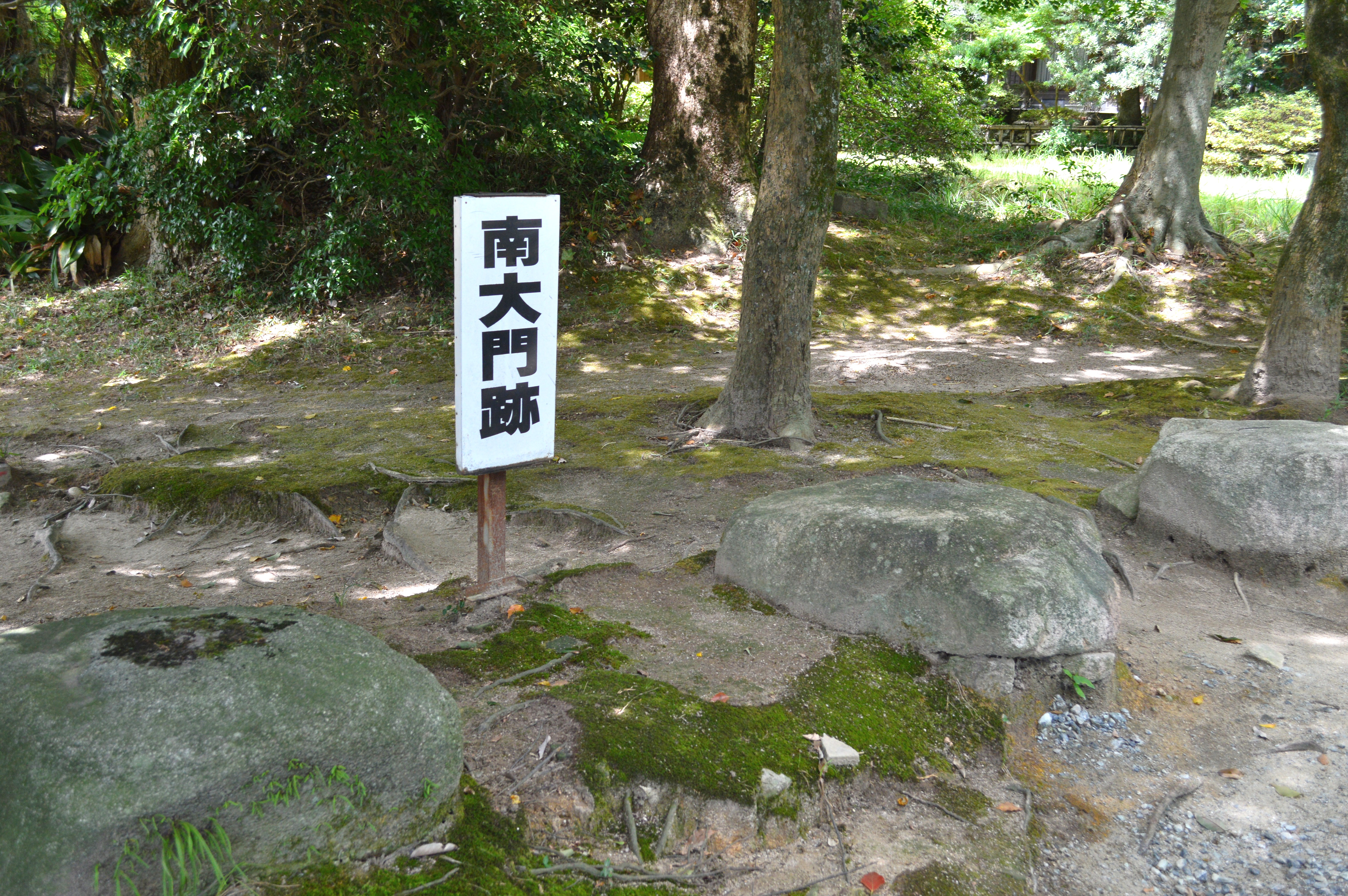
南大門礎石
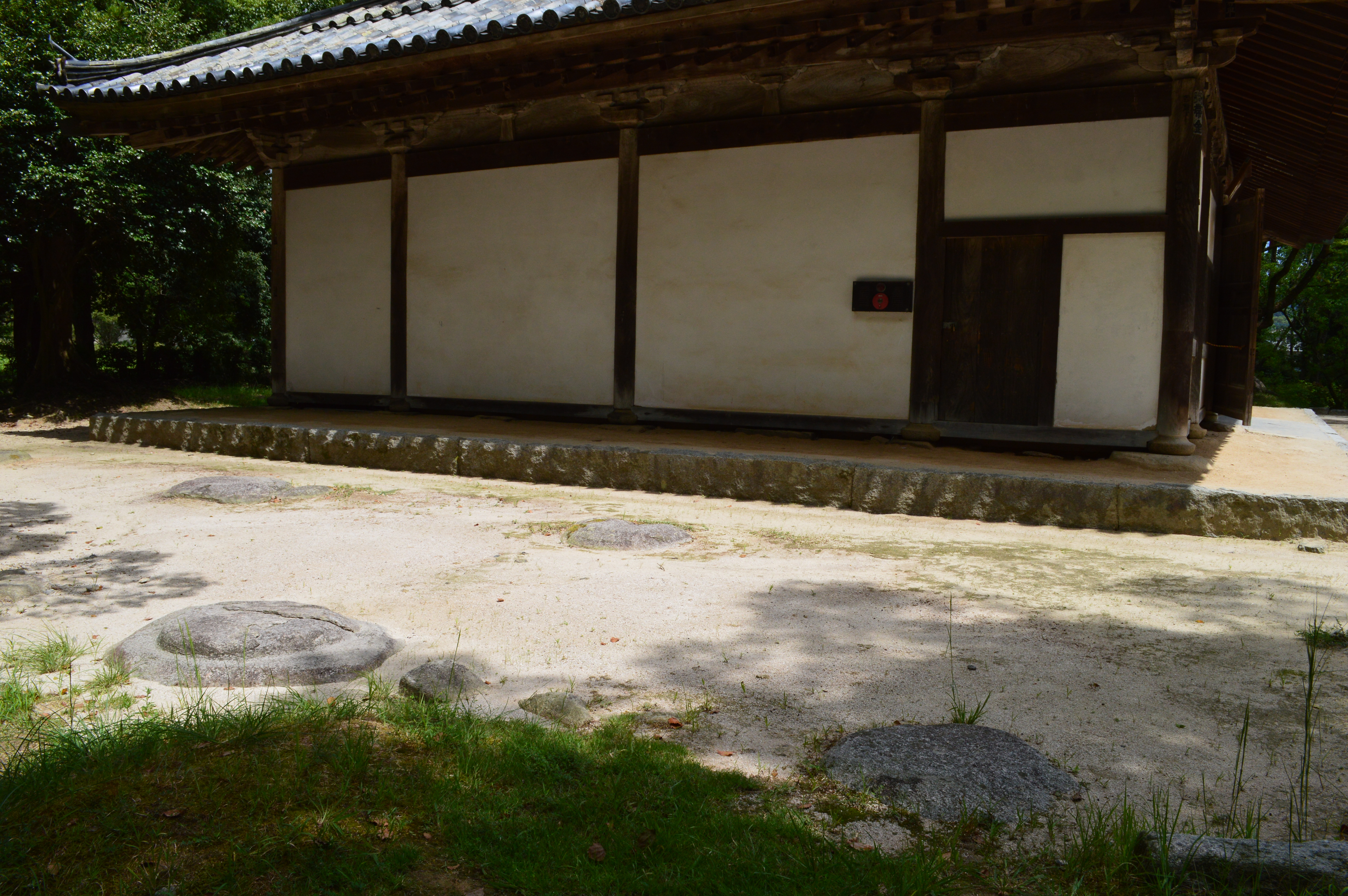
講堂礎石（背景は現講堂）
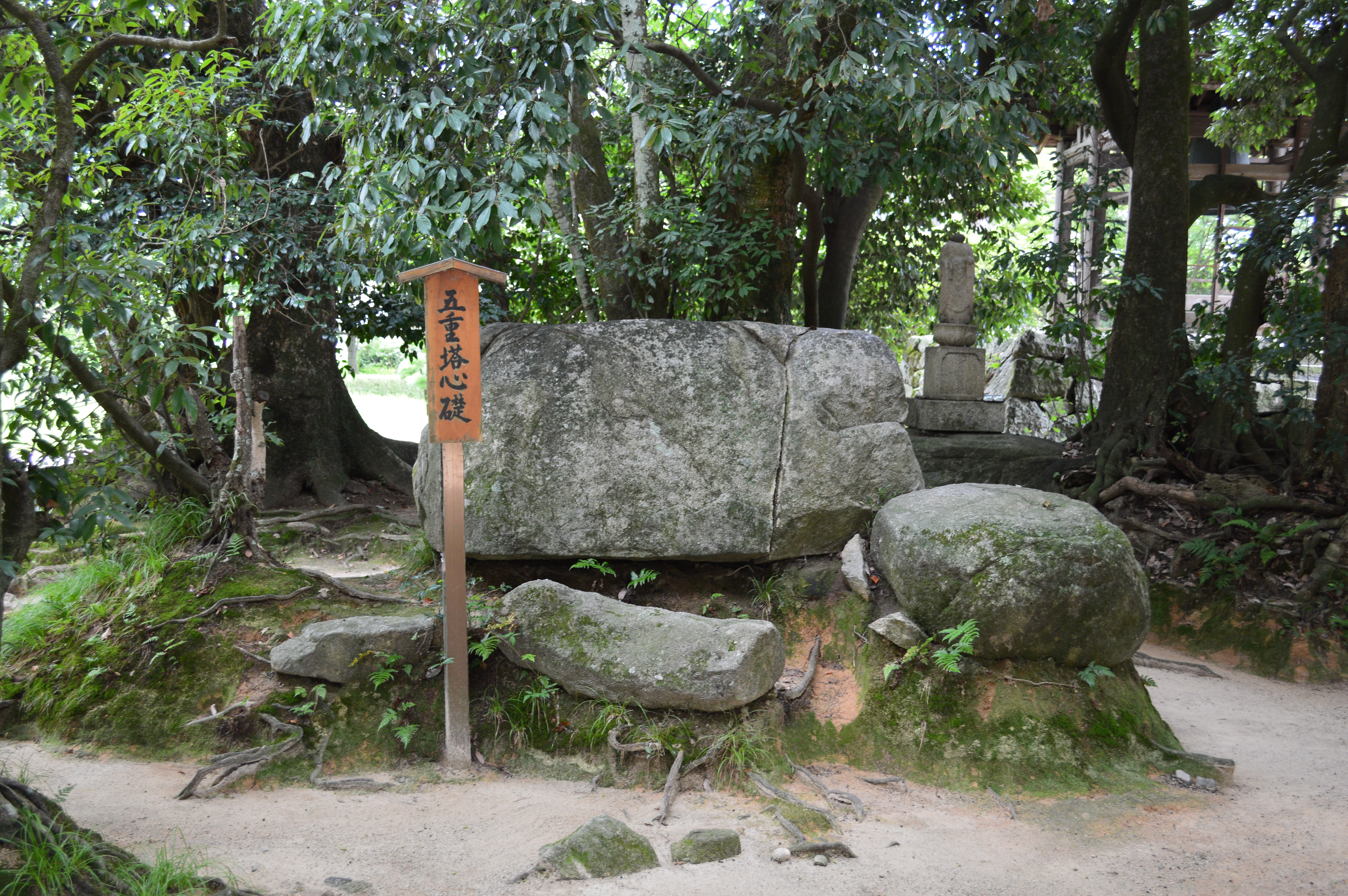
塔心礎
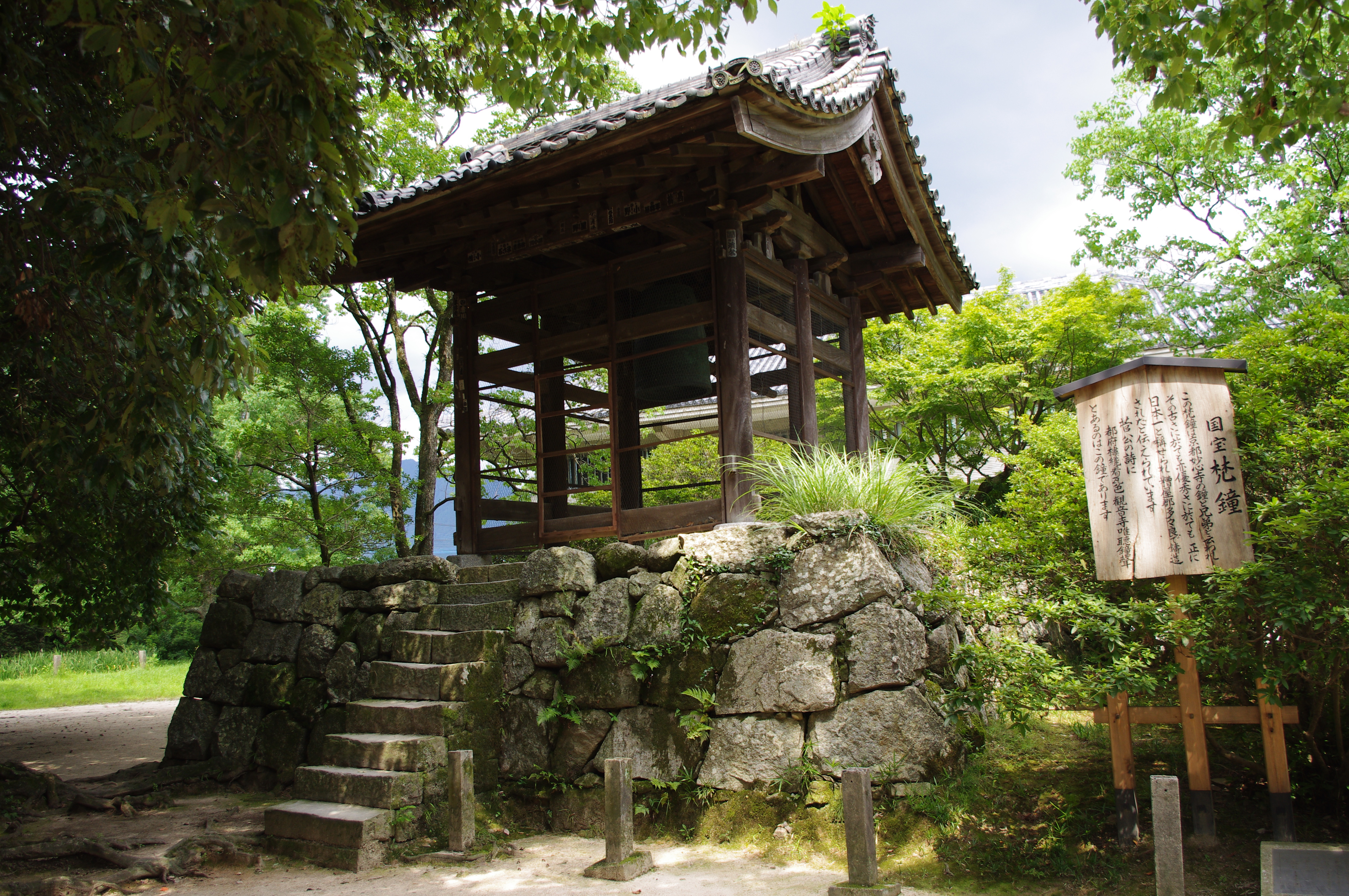
鐘楼（国宝梵鐘を懸吊する）

かつて存在した門、回廊、塔、僧坊などは失われている。県道から並木道の参道を北へ進み、中門跡を過ぎると、やや小高くなった広場があり、左東方に金堂、正面北に講堂が建つ。この他、回廊の内側にあたる広場の東に塔跡と鐘楼、そのさらに東奥に宝蔵、講堂北に東西に長く延びる僧坊跡がある。
発掘調査の結果によると、創建当初の中心伽藍を含む広場は、南辺中央の中門と北辺中央の講堂、そしてこれらを結び広場の境界を巡る回廊とで囲まれた東西93メートル、南北78メートルの長方形の領域である。領域内には東部に五重塔、西部に金堂が建ち、この伽藍配置は観世音寺式と呼ばれる。さらに県道から中門へと北へ向かう並木道の途中に南大門、講堂の北には東西100メートルの長い僧坊が建つほか、多くの付属建物が前述の絵図と矛盾しない形で建っており、境内地は方三町に及んでいた。発掘調査結果から金堂は南でなく東を正面とし、前述の絵図から五重塔であったと推定される塔と向かいあう形で建てられていた。伽藍配置は異なるが、西の金堂と東の塔が向かい合う点は飛鳥の川原寺と共通する。川原寺は観世音寺と同じく斉明天皇ゆかりの寺であり、前述の出土瓦の形式でも両寺は相似している。五重塔は焼け残った心礎のみが残っており、塔は一辺が6メートルと推定されている。
南大門跡
参道両脇にいくつかの礎石が残っている。礎石自体は創建当初のものと推定されるが、当初の位置を保っていない。
中門跡
金堂、講堂の建つ広場の手前の石段のあたりにあったと推定されるが、礎石などの遺構は残っていない。
金堂
入母屋造瓦葺きの簡素な建物で、寛永8年（1631年）再建。境内の西側、創建時の金堂の跡に東面して建つ。1959年に宝蔵（収蔵庫）ができるまでは、堂内奥（西側）の壁を背にして中央に本尊阿弥陀如来坐像を安置し、その左右に四天王像を2体ずつ安置し、これらの手前に石造狛犬一対があった。さらに堂内北の壁際には本尊に近い側から順に十一面観音立像、大黒天立像、地蔵菩薩半跏像、阿弥陀如来立像、南の壁際には本尊に近い側から順に吉祥天立像、地蔵菩薩立像、兜跋毘沙門天立像、聖観音立像が安置されていた。現在これらの像は宝蔵等へ移動され、堂内には不動明王坐像が安置されている。
講堂
「本堂」ともいう。境内正面奥の一段高くなった位置に南面して建つ、入母屋造瓦葺き二重屋根の仏堂。元禄元年（1688年）再建。1959年に宝蔵（収蔵庫）ができるまでは、像高5メートル前後の巨像3体を含む5体の観音像を安置していた。すなわち、堂内奥（北側）の壁を背にして中央に本尊聖観音坐像を安置し、その向かって左に十一面観音立像（像高5メートル）、右に不空羂索観音立像が安置され、堂内東の壁を背にして十一面観音立像（像高3メートル）、西の壁を背にして馬頭観音立像が安置されていた。現在これらの像は宝蔵へ移動され、堂内にはもと金堂にあった聖観音立像を安置する。堂の周辺に残る礎石は、かつては創建当初のものと考えられていたが、発掘調査の結果、現在地表に見える礎石は平安時代以降のものと確認された。堂の左手前には奈良時代のものと伝承する石臼（碾磑）がある。石臼も日本最古と言われており、一段で400キログラムの重さがある。
塔跡
塔は仏教の開祖釈迦の遺骨とされる舎利や経典を納める建物である。文献によるとかつては瓦葺きの五重塔が建っていたようである。塔は康平7年（1064年）の火災で消失し、以後は再建されなかった。現在は鐘楼前に、直径約90センチメートルの柱穴がある巨大な心礎と一部の礎石を見ることができる。発掘調査の結果、この心礎は当初位置から動いていないことが確認されている。
僧坊跡
講堂の背後にある。延喜5年の「資財帳」にみえる僧坊の跡で、南北10メートル、東西100メートルの規模があった。現在地表にある礎石は実物ではなくレプリカである。
伝玄昉（日偏に「方」）墓
講堂の西、道路を隔てた民家の脇に立つ浮彫の宝篋印塔で、奈良時代の僧・玄昉の墓と伝承されているが、塔自体は中世のものである。
- 南大門礎石
- 講堂礎石（背景は現講堂）
- 塔心礎
- 鐘楼（国宝梵鐘を懸吊する）

## 仏像
観世音寺の金堂と講堂には、かつては多くの仏像が安置されていたが、1959年、境内に鉄筋コンクリート造の宝蔵が完成してからは、大部分の仏像がそちらへ移された。当寺所有の仏像で国の重要文化財に指定されているものは15件（18躯）を数えるが、このうち、聖観音立像は講堂に安置、阿弥陀如来立像は九州国立博物館に寄託されており、残りの13件（16躯）は宝蔵に移されている。これらの仏像はいずれも平安時代または鎌倉時代の作品であり、創建期（奈良時代）にさかのぼる仏像で完存するものはない。奈良時代の仏像関連の遺物としては、かつて講堂に安置されていた塑造不空羂索観音立像（ふくうけんさくかんのんりゅうぞう、鎌倉時代に倒壊）の心木と面相部の断片、境内から出土した塑像の断片などが残るのみである。観世音寺では康平7年（1064年）と康治2年（1143年）に大火があり、現存する仏像の大部分はそれ以後の平安時代末期から鎌倉時代にかけての作である。一部に10世紀にさかのぼるとみられる像もあるが（兜跋毘沙門天立像、阿弥陀如来立像）これらの像の江戸時代以前の伝来は明らかではない。
当寺の仏像の特色としては、地方色の薄い、都風の作風の像が多いこと、クスノキ材を用いる像が多いこと（平安時代以降の日本の木彫仏は一般にヒノキ材のものが多い）に加え、丈六像が5躯あることが特筆される。丈六像とは、経典に釈尊の身長が一丈六尺とあることから、この高さを基準に造られた仏像のことである（立像の場合は像高約4.8メートル、坐像の場合は半分の約2.4メートル）。当寺の仏像では聖観音坐像（しょうかんのんざぞう）、阿弥陀如来坐像、不空羂索観音立像、十一面観音立像、馬頭観音立像が丈六像である。このうち、聖観音坐像（旧講堂本尊）は治暦2年（1066年）の講堂再興時の作。十一面観音立像はその3年後の延久元年（1069年）の作である。阿弥陀如来坐像（旧金堂本尊）と馬頭観音立像はやや下って12世紀前半の作。不空羂索観音立像は、奈良時代から安置されていた塑造の当初像が承久3年（1221年）に転倒・損壊した後、その再興像として翌貞応元年（1222年）に造立されたものである。

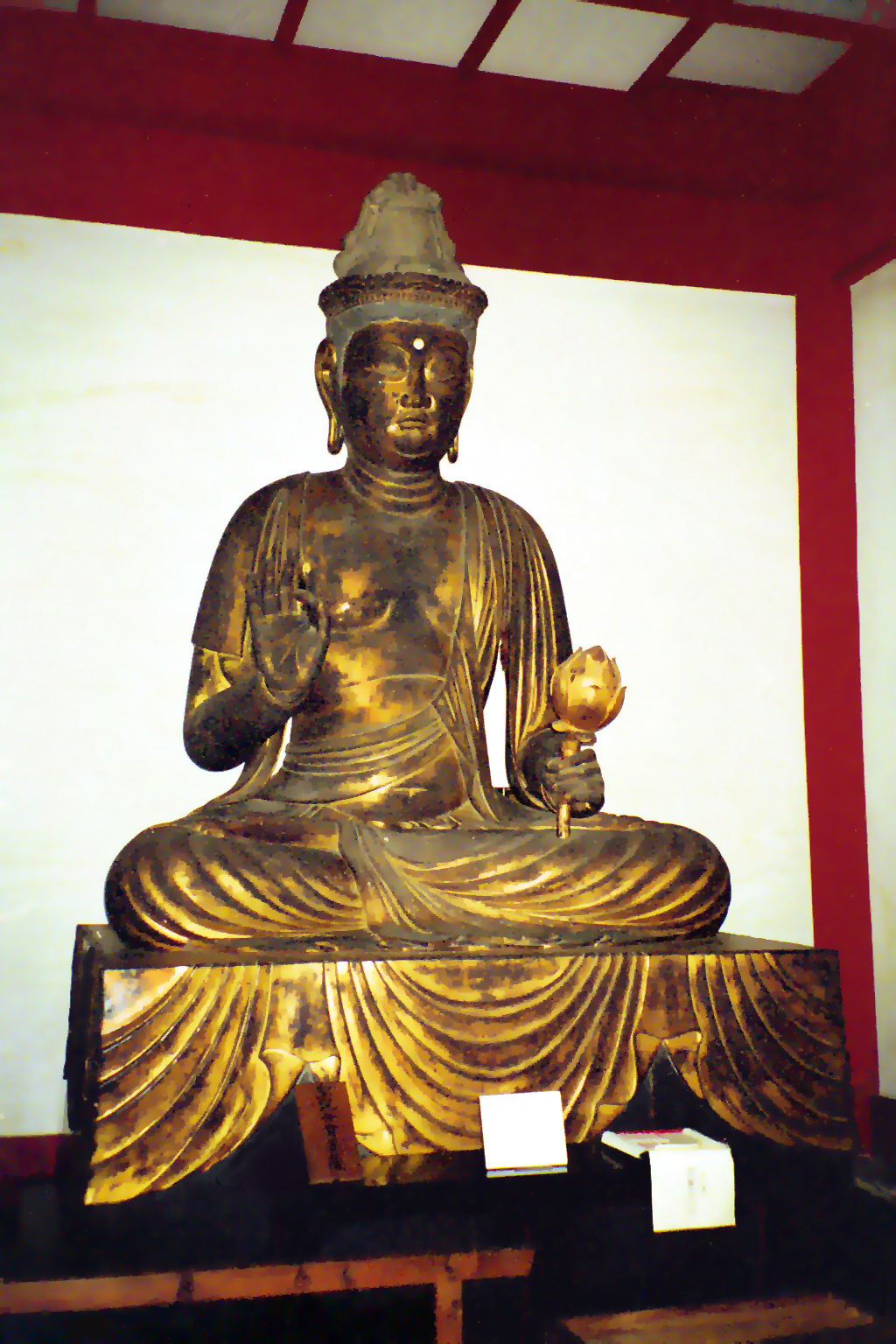
木造聖観音坐像
もと講堂本尊。重要文化財指定名称は「木造観音菩薩坐像」。クスノキ材の寄木造。像高は3.21メートル。像内に「藤原重友、重□（近）、紀為延」等の結縁交名（けちえんきょうみょう、結縁者の列記）の記がある。『扶桑略記』の治暦2年（1066年）11月28日、観世音寺再興供養の条に「金色丈六観世音像」とあるのが本像にあたり、同年頃の造立とみられる。
木造十一面観音立像　
もと講堂安置。ヒノキ材の寄木造。像高は4.98メートル。像内に「延久元年七月、□□師賀斐講師暹明」等の造像結縁交名の記があり、賀斐（甲斐）講師暹明が延久元年（1069年）に造立したことがわかる。指定番号（登録番号）：02064。
木造聖観音立像　
もと金堂安置、現・講堂安置。重要文化財指定名称は「木造観音菩薩立像」。クスノキ材の寄木造。像高は1.68メートル。像内に「大仏師良俊」等の造像結縁交名の記がある。11世紀の作。肥前杵島（きしま）沖の有明海から引き上げられたとの伝説から「杵島観音」と通称される。
木造馬頭観音立像　
もと講堂安置。ヒノキ材の寄木造。像高は5.03メートル。四面八臂（前後左右に顔があり、8本の腕を有する）で忿怒相をあらわす。像内に「大仏師真快、明春、上座威儀師暹増」等の造像結縁交名の記があり、作者名（真快、明春等）は判明するが、造像年次の記載はない。寺伝では大治年中（1126 - 1131年）の作という。康治2年（1143年）の「筑前国観世音寺年料米相折帳」という文書に「新造馬頭観音」とあるのが本像にあたり、その頃に「新造」されたものとみられる。また、像内の結縁交名中の暹増という僧の活動時期とも併せ、本像は寺伝どおり12世紀前半の作品と判断される。
木造阿弥陀如来坐像　
もと金堂本尊。定印（じょういん）を結ぶ（膝前で両手を組み、各手の第1・2指で輪をつくり、他の3指を伸ばす）。クスノキ材の寄木造。像高2.2メートル。前出の馬頭観音像同様、康治2年（1143年）の「筑前国観世音寺年料米相折帳」に「新造阿弥陀」とあるのが本像にあたり、その頃の作品とみられる。
木造不空羂索観音立像　
もと講堂安置。クスノキ材の寄木造。像高は5.17メートル。三眼六臂、頭上に11の小面を有する。像内に「貞応元年八月十四日、行事良慶、大仏師僧琳厳」の造立銘があり、造立年（貞応元年 = 1222年）と作者（琳厳）が明らかである。前述のとおり、奈良時代に造られた当初像（塑像）が転倒・損壊した後に再興された像であり、像内には当初像の心木と面相部断片が納入されていた。本像は、同じ宝蔵にある平安時代末期作の馬頭観音像および十一面観音像より時代が下り、作風も異なっている。本像の引き締まった面貌、脇腹を絞り抑揚のある体形、腰から下の衣文が左右対称でなく変化を付けている点などは鎌倉時代仏像の特色である。不空羂索観音は全国で8体。観世音寺の不空羂索観音は鎌倉時代のもの。羂索とは、誰一人もらすことはない慈悲の心を糸とした網縄を、不空とは、空振りすることのないことを表すもの。
木造十一面観音立像　
もと講堂安置。ヒノキ材の寄木造。像高は3.03メートル。像内に「仁治三年九月廿七日」の造立記1巻が納入されていた（仁治3年は1242年）。指定番号（登録番号）：02063。

## 文化財

### 国宝

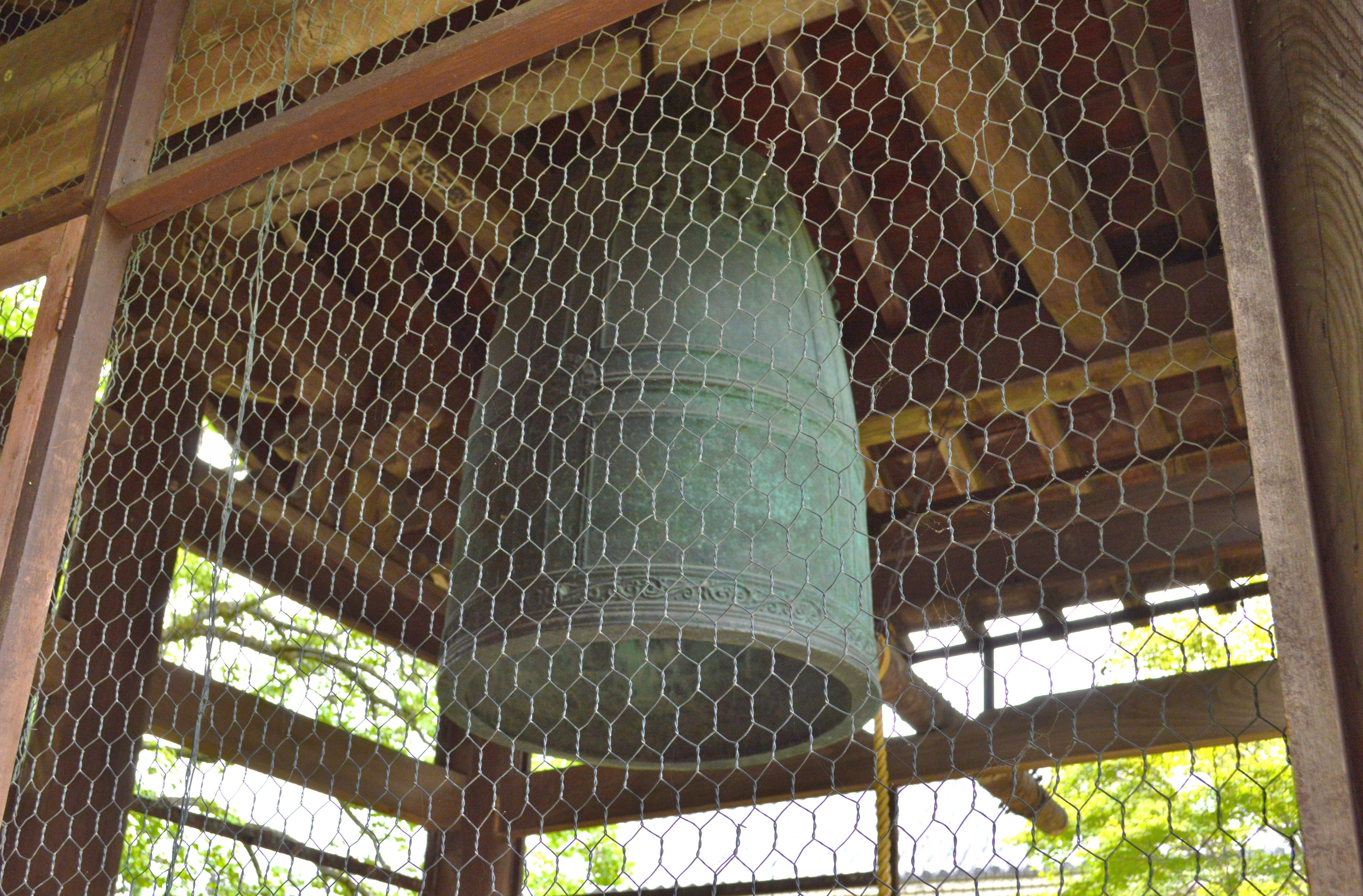
梵鐘（国宝）

- 梵鐘（工芸品）
奈良時代。京都・妙心寺鐘、奈良・當麻寺鐘等とならぶ日本最古の梵鐘の一つと考えられている。本鐘の正確な鋳造年次は不明であるが、戊戌年（西暦698年）の銘を有する妙心寺鐘と同じ木型を用いて鋳型を造った兄弟鐘と推定されている。妙心寺鐘と観世音寺鐘とは、龍頭（最上部のフック部分）や、上帯・下帯（じょうたい・かたい）の唐草文のデザインが異なるが、鐘身全体の寸法・形状などは細部まで一致している。観世音寺鐘には銘文はないが、笠形の上面に「天満」、口縁部の下面に「上三毛」などの文字が陰刻されている。鐘は現在も鐘楼に懸けられている[37]。明治37年2月18日、当時の古社寺保存法に基づき旧国宝（現行法の重要文化財に相当）に指定、昭和28年11月14日、文化財保護法に基づき国宝に指定[38]。鐘の音は日本の音風景百選にも選ばれている。

### 重要文化財
（以下の諸像のうち、聖観音立像と阿弥陀如来立像以外は宝蔵に安置）
- 木造観音菩薩坐像（聖観音坐像）[39] 像内に藤原重友、重□（近）、紀為延等の造像結縁交名の記がある
旧講堂本尊。解説は既出。
- 木造馬頭観音立像[40] 像内に大仏師真快、明春等、上座威儀師暹増等の造像結縁交名の記がある
旧講堂所在。解説は既出。
- 木造不空羂索観音立像[41] 像内に貞応元年八月十四日、行事良慶、大仏師僧琳厳の造立銘がある （附：像内納入品 紙本墨書不空羂索神呪心経、紺紙金字法華経巻第七、塑像頭部残片4箇、塑像心木）[42]
旧講堂所在。解説は既出。
- 木造十一面観音立像[27] - 指定番号（登録番号）：02064。 像内に延久元年七月、□□師賀斐講師暹明等の造像結縁交名の記がある。旧講堂所在。解説は既出。
- 木造十一面観音立像[36] - 指定番号（登録番号）：02063。附　紙本墨書仁治三年九月廿七日造立記1巻
旧講堂所在。解説は既出。
- 木造阿弥陀如来坐像[43] - 旧金堂本尊。解説は既出。
- 木造十一面観音立像[44] - 指定番号（登録番号）：02070。旧金堂所在。平安時代。
- 木造四天王立像[45] - 旧金堂所在。平安時代。
- 木造大黒天立像[46] - 旧金堂所在。平安時代。大黒天像としては日本最古に属する。後世の福徳神としての大黒天像と異なり、険しい表情に造られている。
- 木造吉祥天立像[47] - 旧金堂所在。平安時代。
- 木造兜跋毘沙門天立像 - 旧金堂所在。平安時代。
- 木造地蔵菩薩立像[48] - 旧金堂所在。平安時代。
- 木造地蔵菩薩半跏像[49] - 旧金堂所在。平安時代。
- 木造観音菩薩立像（聖観音立像）[50] 像内に大仏師良俊等の造像結縁交名の記がある
旧金堂所在。現在、講堂に安置。解説は既出。
- 木造阿弥陀如来立像[51] - 旧金堂所在。平安時代。九州国立博物館に寄託。
- 石造狛犬[52] 2躯 - 鎌倉時代。
- 木造舞楽面[53] 3面（陵王1、納曽利2）
- 天蓋光心[54] - 九州国立博物館に寄託

### 国の史跡
- 観世音寺境内及び子院跡（附 老司瓦窯跡） - 昭和45年9月21日指定[55]。

### 福岡県指定有形文化財
- 金堂及び講堂 - 昭和32年8月13日指定[56]。

## 現地情報
所在地
- 福岡県太宰府市観世音寺五丁目6番1号

交通アクセス
- 鉄道
  - 西日本鉄道（西鉄）太宰府線 西鉄五条駅 から徒歩約10分（800m）
  - 西日本鉄道（西鉄）太宰府線 太宰府駅から徒歩約16分 （1300m）
  - 西日本鉄道（西鉄）天神大牟田線 都府楼前駅 から徒歩約15分（1500m）
- バス
  - 都府楼前駅からまほろば号北谷回り・内山ゆき、若しくは太宰府駅、西鉄五条駅からまほろば号都府楼前駅ゆきに乗車し「観世音寺前」バス停下車徒歩すぐ
  - 博多駅から西鉄バス（400系統）で「筑陽学園前」バス停下車、徒歩8分（700m）
- 自家用車
  - 九州自動車道太宰府インターチェンジから3.8㎞

周辺
- 戒壇院
- 大宰府
  - 政庁跡
  - 学校院跡
- 坂本八幡宮

## 関連文献
- 『日本歴史地名大系　福岡県の地名』、平凡社
- 『角川日本地名大辞典　福岡県』、角川書店
- 『国史大辞典』、吉川弘文館
- 『福岡県の歴史散歩』山川出版社、1984年
- 森弘子『太宰府発見』海鳥社、2003年、ISBN 4-87415-422-0
- 高野澄『太宰府天満宮の謎』祥伝社、2002年、ISBN 4-396-31306-3
- 太宰府市 編『太宰府市史』平成16年
- 筑紫豊『さいふまいり』西日本新聞社、1976年
- 浦辺登『太宰府天満宮の定遠館』弦書房、2009年、ISBN 978-4-86329-026-6
- 五木寛之『百寺巡礼 第十巻 四国・九州』講談社 2005年（「第九十一番 観世音寺」）